# 윤영선 (1956년)
윤영선(尹永善, 1956년 6월 5일 ~ )은 대한민국의 공무원이었다. 본관은 무송(茂松)이며, 충청남도 보령 출신이다.

## 학력
- 서울고등학교 졸업
- 성균관대학교 경제학 학사
- 위스콘신대학교 대학원 석사
- 경원대학교 대학원 회계·세무학 박사

## 경력
- 1980 : 제23회 행정고시 합격
- 재무부 세제실 근무
- 재무부 국무조정실 근무
- 2002 : 재정경제부 소비세제과장
- 대통령비서실 행정관
- 2005 : 조세심판원 상임심판관
- 2006 ~ 2007 : 재정경제부 부동산실무기획단 부단장
- 2007.06 : 재정경제부 조세정책국 조세기획심의관
- 2008 ~ 2010.03 : 기획재정부 세제실장
- 2010.03 ~ 2011.07 : 관세청장
- 2012 ~  2016 : 삼정KPMG그룹 부회장
- 법무법인 광장 고문
- 휠라코리아 감사
- 2015.03 ~ 2021.03 : CJ대한통운 사외이사 겸 감사위원회 위원
- CJ대한통운 사외이사 후보 추천 위원회 위원장
- CJ대한통운 보상위원회 위원
- 2021.03 ~ : 휠라홀딩스 상근감사
- 2022.03 ~ : LS네트웍스 사외이사 겸 감사위원장
- 한국수입업협회 고문
- 한국세무사회 고문
- 한국관세사회 고문
- 2022.03 ~ 2024.02 : 성균관대학교 대학평의원회 동문 및 외부인사 평의원

## 전과
- 도로교통법위반(음주운전): 벌금 1,000,000원 - 2001년 6월 26일 선고[1]
- 공직선거법위반: 벌금 3,000,000원 - 2015년 12월 11일 선고[1]